# Plate-forme multimodale Delta 3
Plate-forme multimodale Delta 3 vasútállomás Franciaországban, Dourges településen.

## Vasútvonalak
Az állomást az alábbi vasútvonalak érintik:
- Lens-Ostricourt-vasútvonal
- Párizs-Lille-vasútvonal

## Kapcsolódó állomások
A vasútállomáshoz az alábbi állomások vannak a legközelebb: